# Museo del Mar (Castellón)
El Museo del Mar (oficialmente en valenciano: Museu de la Mar) es un museo marítimo de carácter municipal situado en el Grao de Castellón (Comunidad Valenciana, España). Actualmente forma parte del Museo de la Ciudad de Castellón dependiente del ayuntamiento de la Castellón de la Plana.

## Historia
El Museo del Mar fue inaugurado en 2010 en el edificio que antiguamente ocupaban los lavaderos públicos del Grao de Castellón a partir de los fondos aportados por la “Asociación Mar i Vent”. Inicialmente el museo fue gestionado por la ya extinta sociedad pública “Castelló Cultural”, dependiente de la Generalidad Valenciana. Actualmente forma parte del 'Museo de la Ciudad de Castellón junto con el Museo de Etnología, la villa romana de Vinamargo, el Refugio antiaéreo, El Fadrí y el Centro de Interpretación Castillo de Fadrell.

## Catálogo
La colección del Museo del Mar de Castellón está formado por 274 piezas y 70 fotografías todas ellas restauradas y mantenidas por la “Asociación Mar i Vent” a partir de donaciones de particulares de la zona. Las piezas expuestas incluyen maquetas de embarcaciones, planos de barcos, aperos de pesca y fotografías históricas. Entre las piezas más destacadas se encuentran un cuadernal real de finales del siglo XVIII utilizado para sacar las barcas de la playa, un palangre de 1923 y una hélice de barco de pesca al cerco.